# Janez Per
Janez Per, slovenski glasbenik in politik, * 9. junij 1947.
Kot poslanec SLS+SKD je bil član 2. državnega zbora Republike Slovenije. Bil je tudi župan Občine Mengeš.
Je tudi glasbenik v sestavi Alpskega kvinteta.